# José Luiz Stédile
José Luiz Stedile (Nova Prata, 11 de agosto de 1957) é um administrador público e político brasileiro.
Descendente de camponeses imigrantes da província de Trento, é irmão de João Pedro Stédile, líder do MST, é filiado ao Partido Socialista Brasileiro (PSB). Foi prefeito municipal de Cachoeirinha por dois mandatos: de 2001 a 2004 e de 2005 a 2008, quando ainda era filiado ao Partido dos Trabalhadores (PT). Foi eleito deputado federal pelo Rio Grande do Sul na 54ª legislatura, com mandato de 2011 a 2015, e reeleito em 2014, realizada em 5 de outubro, para a 55ª legislatura (2015 — 2019). Em 1 de fevereiro de 2015 assumiu o cargo.
Como deputado federal, votou a favor do Processo de impeachment de Dilma Rousseff. Já durante o Governo Michel Temer, votou contra a PEC do Teto dos Gastos Públicos. Em abril de 2017 foi contrário à Reforma Trabalhista. Em agosto de 2017 votou a favor do processo em que se pedia abertura de investigação do presidente Michel Temer.
Em 2019, Stédile foi nomeado pelo governador Eduardo Leite como secretário de Obras.